# Берёзовая аллея (Зеленоград)
Берёзовая алле́я — улица в районе Матушкино Зеленоградского административного округа города Москвы. Пролегает от улицы Лётчика Полагушина до Центрального проспекта. Своё название получила в 1965 по характеру озеленения.

## История и расположение
Одним из первых строений в этой местности стал здравпункт медико-санитарной части № 117, положивший начало службе здравоохранения в Зеленограде, организованный в 1959 году в щитовом домике на опушке леса[где?].
В 2006 году к улице присоединили проектируемый проезд № 5095, пролегавший от Берёзовой аллеи до проезда № 4806. В 2009-м было предложено идею расширить дорогу. За четыре года подготовили план реновации, предусматривавший организацию парковок и заездных карманов. Стоимость работ должна была составить более 400 тысяч рублей. Однако уже в 2014 году из-за участившихся ДТП на Берёзовой аллее рядом со школами частично запретили парковку автомобилей. В 2018-м депутаты Матушкино поддержали инициативу жителей района об установке 276 метров ограждений вдоль дороги рядом с образовательными учреждениями. По состоянию на этот период по аллее не пролегали маршруты общественного транспорта, а остановка «Берёзовая аллея» располагалась на соседнем Панфиловском проспекте в месте примыкания к нему улицы Лётчика Полагушина.

## Здания и организации
По правой стороне
- Жилые дома 4-го микрорайона, с нумерацией привязанной к аллее без соблюдения принципа чётной/нечётной стороны
- № 8А — школа № 1353, названная в честь генерала Дмитрия Алексеева. Здание было построено в 1976 году для восьмилетнего училища, которое через три года превратили в полноценное среднеобразовательное учреждение. В 1993-м на базе комплекса открылся детский сад № 1806, расположенный в доме 1А[13][14]. Также в ведомстве школы находятся здания 7а, к404а, к419а, к445а, к448а[15].
- № 15, стр. 1 — первая очередь строившегося, но заброшенного комплекса зеленоградского аквапарка[16].

По левой стороне
- Жилые дома 4-го микрорайона, с нумерацией привязанной к микрорайону (по принципу «корпус 4XX»).